# Muddanayakanahalli, Devanhalli
Muddanayakanahalli là một làng thuộc tehsil Devanhalli, huyện Bangalore Rural, bang Karnataka, Ấn Độ.